# Ducks de l'Oregon (football américain)
Pour le club omnisports, voir Ducks de l'Oregon.
Stade
Maillots
Saison en cours
Le programme de football américain des Ducks de l'Oregon représente l'université de l'Oregon située à Eugene dans l'Oregon.
Membre de la Pacific-12 Conference depuis la saison 1959, il concourt au sein de la NCAA Division I Football Bowl Subdivision (FBS) et rejoindra la Big Ten Conference dès la saison 2024.
Créé en 1893, il dispute son premier match le 22 février 1894 contre Albany (victoire 46-0). Dès 1919, l'équipe va jouer ses matchs sur son nouveau terrain le Hayward Field où se disputent également les compétitions d'athlétisme. Ils déménagent vers leur stade actuel, le Autzen Stadium en 1967.
L'équipe, entraînée par Hugo Bezdek (en), remporte son premier Rose Bowl en 1917 contre les Quakers de Penn. Les Ducks retournent au Rose Bowl à sept reprises (1920, 1957, 1995, 2010, 2012, 2015 et 2020). Pendant leur séjour en Pacific Coast Conference (en), les Ducks remportent quatre titres de conférence (1919, 1933, 1948 et 1957). Cette conférence est dissoute en 1958, et les Ducks jouent alors comme équipe indépendante jusqu'à ce qu'ils rejoignent la conférence Pacific-8 (connue officiellement sous le nom d'Athletic Association of Western Universities) qui deviendra plus tard la Pacific-10 et la Pacific-12 en 2011. Pendant sa période, les Ducks remportent sept titres de conférence (1994, 2001, 2009, 2010, 2011, 2014 et 2019)  plus un titre partagé en 2000.
Pendant l'ère du BCS, les Ducks remportent le Fiesta Bowl 2002, le Rose Bowl 2012 et le Fiesta Bowl 2013 mais perdent le Rose Bowl 2010 et la finale nationale du BCS National Championship Game 2011.
En 2014, Oregon remporte ses 13 matchs de saison régulière (record de l'université) et son quarterback junior, Marcus Mariota, remporte le Trophée Heisman pour la première fois de l'histoire du programme.
La même saison, les Ducks participent à leur premier College Football Playoff. Ils battent en demi-finale les champions sortants des Seminoles de Florida State sur le score de 59 à 20 lors du Rose Bowl 2015. Cette victoire d'Oregon met fin à la série de 29 victoires consécutives de Florida State. En finale, les Ducks sont battus 20 à 42 par les Buckeyes d'Ohio State.

## Histoire

### Début de l'histoire (1894-1950)

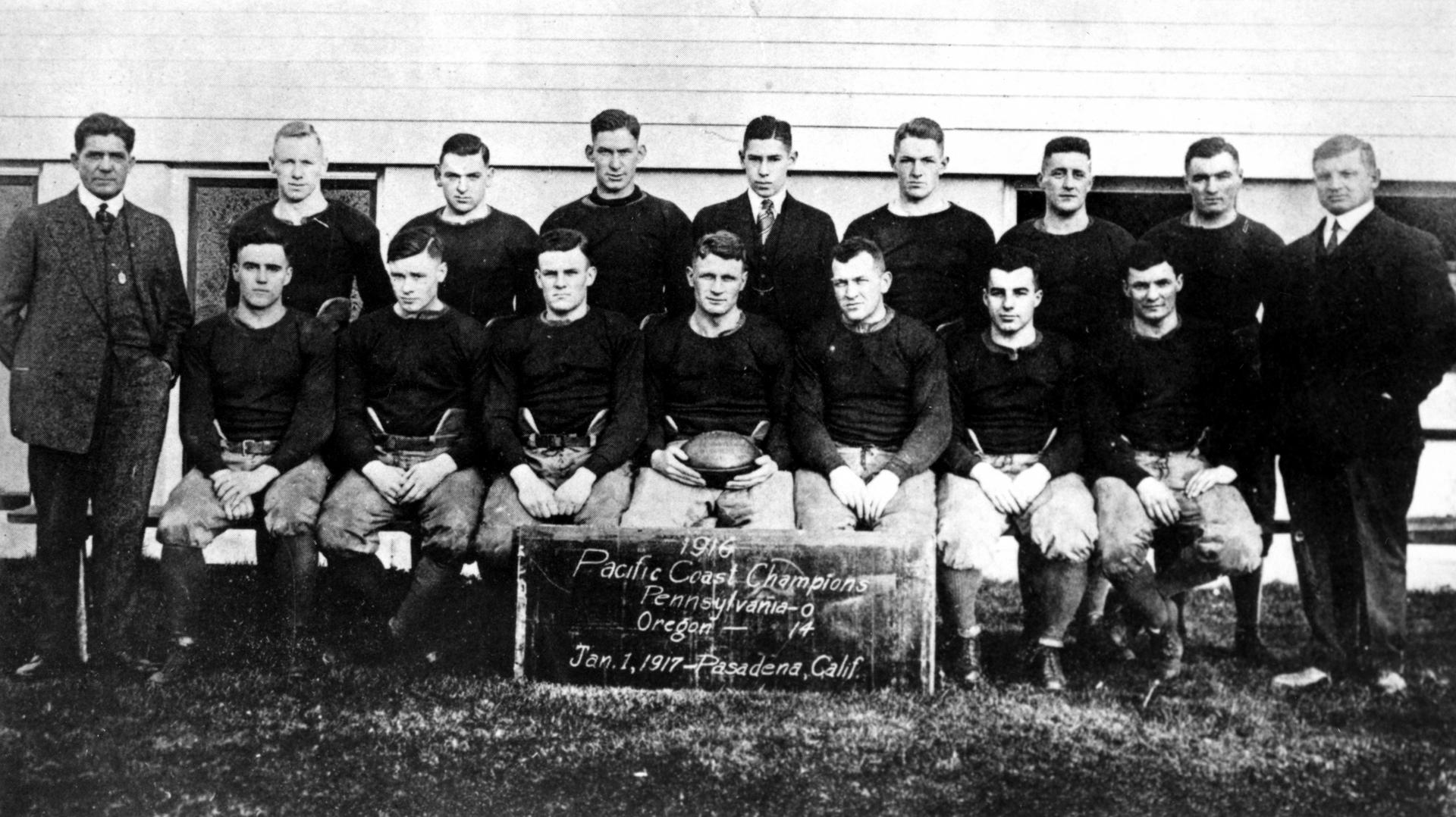
L'équipe de football américain d'Oregon en 1916.

Le programme de football américain d'Oregon a été créé en 1893.
Il dispute son premier match le 22 février 1894 contre Albany (victoire 46-0). Dès 1919, l'équipe va jouer ses matchs sur son nouveau terrain, le Hayward Field, où se disputent également les compétitions d'athlétisme. Ils déménagent vers leur stade actuel, le Autzen Stadium en 1967.
L'équipe, entraînée par Hugo Bezdek (en), remporte son premier Rose Bowl en 1917 contre les Quakers de Penn.

### Ère Mark Helfrich (2013-2016)
En 2014, Oregon remporte ses 13 matchs de saison régulière (record de l'université) et son quarterback junior, Marcus Mariota, remporte le Trophée Heisman pour la première fois de l'histoire de l'université.
La même saison, les Ducks participent à leur premier match de College Football Playoff. Ils battent en demi-finale les champions sortants des Seminoles de Florida State sur le score de 59 à 20 lors du Rose Bowl 2015. Cette victoire d'Oregon met fin à la série de 29 victoires consécutives de Florida State. En finale, les Ducks sont battus 20 à 42 par les Buckeyes d'Ohio State.

## Descriptif du programme en début de saison 2025
- Couleurs :   (vert et jaune)

- Surnom : Ducks

- Dirigeants :
  - Directeur sportif : Rob Mullens (en)
  - Entraîneur principal : Dan Lanning (en), 4e saison, 35–5 (85,4 %)

- Stade :
  - Nom : Autzen Stadium (depuis 1967)
  - Capacité : 54 000
  - Surface de jeu : gazon artificiel (field turf)
  - Lieu :  Eugene, Oregon

- Anciens stades :
  - Athletics Field (1894)
  - Stewart's Field (1894)
  - Kincaid Field (1895–1918)
  - Multnomah Stadium (1907–1970)
  - Hayward Field (1919–1966)

- Conférence :
  - Actuelle : Big Ten Conference (depuis 2024)
  - Anciennes :
    - Indépendants (1894–1915)
    - Pacific Coast Conference (en) (1916–1958)
    - Indépendants (1959–1963)
    - Pacific-12 Conference (1964-2023, Division Nord 2011-2023)

- Internet :
  - Nom site Web : goducks.com
  - URL : https://goducks.com/sports/football

- Bilan des matchs :
  - Victoires : 718 (58,1 %)
  - Défaites : 512
  - Nuls : 46

- Bilan des Bowls :
  - Victoires : 17 (45,9 %)
  - Défaites : 20

- College Football Playoff :
  - Apparition(s) : 2 (2014, 2024)
  - Bilan : 1-2
  - College Football Championship Game : 0-1

- Titres :
  - Titres nationaux : 0
  - Finaliste titre national : 2 (2010, 2014)
  - Titres de conférence : 17 (1895, 1916, 1919, 1929, 1933, 1948, 1957, 1994, 2000, 2001, 2009, 2010, 2011, 2014, 2019, 2020, 2024)
  - Titres de division North de la PAC-12 : 6 (2011, 2012, 2013, 2014, 2019, 2021)

- Joueurs :
  - Meilleures statistiques individuelles de l'histoire des Ducks (en).
  - Vainqueurs du Trophée Heisman : 1 (Marcus Mariota)
  - Sélectionnés All-American : 11

- Hymne : Mighty Oregon (en)

- Mascotte : The Oregon Duck (en)

- Fanfare : Oregon Marching Band (en)

- Rivalités :
  - Rivalité Oregon-Oregon State
  - Washington (en)

## Palmarès
Fin de saison 2023, Oregon avait gagné officiellement 704 matchs pour 511 défaites et 46 nuls (moyenne de 57,7 %).

### Saison par saison
Résultats saison par saison des Ducks de l'Oregon en football américain (en)

### Titres de conférence
Oregon a gagné quatorze titres de conférence depuis la création de son programme.
| Saison                                  | Conférence                                       | Entraîneur           | Bilan en Conf. | Bilan global |
| --------------------------------------- | ------------------------------------------------ | -------------------- | -------------- | ------------ |
| 1895                                    | Oregon Intercollegiate Football Association (en) | Percy Benson (en)    | 4–0            | 4–0          |
| 1916†                                   | Pacific Coast Conference (en)                    | Hugo Bezdek (en)     | 2–0–1          | 7–0–1        |
| 1919†                                   | Pacific Coast Conference (en)                    | Shy Huntington (en)  | 2–1            | 5–1–3        |
| 1929†                                   | Pacific Coast Conference (en)                    | John McEwan (en)     | 4–1            | 7–3          |
| 1933†                                   | Pacific Coast Conference (en)                    | Prink Callison (en)  | 4–1            | 9–1          |
| 1948†                                   | Pacific Coast Conference (en)                    | Jim Aiken (en)       | 7–0            | 9–2          |
| 1957†                                   | Pacific Coast Conference (en)                    | Len Casanova (en)    | 6–2            | 7–4          |
| 1994                                    | Pacific-10 Conference                            | Rich Brooks (en)     | 7–1            | 9–4          |
| 2000†                                   | Pacific-10 Conference                            | Mike Bellotti (en)   | 7–1            | 10–2         |
| 2001                                    | Pacific-10 Conference                            | Mike Bellotti        | 7–1            | 11–1         |
| 2009                                    | Pacific-10 Conference                            | Chip Kelly           | 8–1            | 10–3         |
| 2010                                    | Pacific-10 Conference                            | Chip Kelly           | 9–0            | 12–1         |
| 2011                                    | Pacific-12 Conference                            | Chip Kelly           | 8–1            | 12–2         |
| 2014                                    | Pacific-12 Conference                            | Mark Helfrich (en)   | 8–1            | 13–2         |
| 2019                                    | Pacific-12 Conference                            | Mario Cristobal (en) | 8–1            | 12–2         |
| 2020                                    | Pacific-12 Conference                            | Mario Cristobal (en) | 3–2            | 4–3          |
| 2024                                    | Big Ten Conference                               | Dan Lanning (en)     | 9–0            | 13–1         |
| Légende : † = titre de champion partagé |                                                  |                      |                |              |

### Titres de division
En 2011, l'expansion de la Pacific-10 Conference induit la création de la Pacific-12 Conference. Ses membres étant au nombre de douze, la conférence se compose de deux divisions (La North et la South). Les deux champions de divisions se disputent le titre de la conférence.
| Saison                                  | Division     | Entraîneur           | Bilan en Conf. | Bial global | Adversaire                                                                      | Résultat Finale de Conf.                                                        |
| --------------------------------------- | ------------ | -------------------- | -------------- | ----------- | ------------------------------------------------------------------------------- | ------------------------------------------------------------------------------- |
| 2011 †                                  | Pac-12 North | Chip Kelly           | 8–1            | 12–2        | Bruins de l'UCLA                                                                | G, 49–31                                                                        |
| 2012 †                                  | Pac-12 North | Chip Kelly           | 8–1            | 12–1        | non sélectionné pour la finale de conférence au tie-break au profit de Stanford | non sélectionné pour la finale de conférence au tie-break au profit de Stanford |
| 2013 †                                  | Pac-12 North | Mark Heilfrich (en)  | 7–2            | 11–2        | non sélectionné pour la finale de conférence au tie-break au profit de Stanford | non sélectionné pour la finale de conférence au tie-break au profit de Stanford |
| 2014                                    | Pac-12 North | Mark Helfrich        | 8–1            | 13–2        | Wildcats de l'Arizona                                                           | G, 51–13                                                                        |
| 2019                                    | Pac-12 North | Mario Cristobal (en) | 8–1            | 12–2        | Utes de l'Utah                                                                  | G, 37–15                                                                        |
| 2020‡                                   | Pac-12 North | Mario Cristobal (en) | 3–2            | 4–3         | Trojans de l'USC                                                                | G, 31–24                                                                        |
| 2021                                    | Pac-12 North | Mario Cristobal (en) | 7–2            | 10–3        | Utes de l'Utah                                                                  | P, 10–38                                                                        |
| 2023                                    | Pac-12       | Dan Lanning (en)     | 8–1            | 12–2        | Huskies de Washington                                                           | P, 31–34                                                                        |
| 2024                                    | Big Ten      | Dan Lanning (en)     | 9–0            | 13–1        | Nittany Lions de Penn State                                                     | G, 45–37                                                                        |
| Légende : † = titre de champion partagé |              |                      |                |             |                                                                                 |                                                                                 |

† : Champions à égalité ;
‡ : Bien qu'ayant terminé deuxième de leur division en 2020, les Ducks participent à la finale de conférence Pac-12 en remplacement des Huskies de Washington n'ayant pu présenter un nombre minimum de joueurs possédant une bourse d'études.

### Bowls
Oregon a disputé 37 bowls universitaires. Il en a gagné 17 et perdu 20.
| * | Match constituant la finale nationale                        |
| 1 | Match constituant une 1/2 finale du College Football Playoff |
| † | Record d'assistance du bowl                                  |
| ‡ | Ancien record d'assistance du bowl                           |
|   | Victoire                                                     |
|   | Défaite                                                      |

| N°                              | Bowl                     | Score      | Date             | Saison | Adversaire                       | Stade                          | Lieu                    | Assistance   | Entraîneur            |
| ------------------------------- | ------------------------ | ---------- | ---------------- | ------ | -------------------------------- | ------------------------------ | ----------------------- | ------------ | --------------------- |
| 1                               | Rose Bowl 1917           | G, 14–0    | 1er janvier 1917 | 1916   | Quakers de Penn                  | Tournament Park                | Pasadena, Californie    | 27 000‡      | Hugo Bezdek           |
| 2                               | Rose Bowl 1920           | P, 06–07   | 1er janvier 1920 | 1919   | Crimson d'Harvard                | Tournament Park                | Pasadena, Californie    | 35 000‡      | Charles A. Huntington |
| 3                               | Cotton Bowl Classic 1949 | P, 13–21   | 1er janvier 1949 | 1948   | #10 Mustangs de SMU              | Cotton Bowl                    | Dallas                  | 43 000       | Jim Aiken             |
| 4                               | Rose Bowl 1958           | P, 07–10   | 1er janvier 1958 | 1957   | #2 Buckeyes d'Ohio State         | Rose Bowl                      | Pasadena, Californie    | 98 202       | Len Casanova          |
| 5                               | Liberty Bowl 1960        | P, 12–41   | 20 décembre 1960 | 1960   | #16 Nittany Lions de Penn State  | Philadelphia Municipal Stadium | Philadelphie            | 16 624       | Len Casanova          |
| 6                               | Sun Bowl 1963            | G, 21–14   | 31 décembre 1963 | 1963   | Mustangs de SMU                  | Sun Bowl Stadium               | El Paso, Texas          | 26 500‡      | Len Casanova          |
| 7                               | Independence Bowl 1989   | G, 27–24   | 16 décembre 1989 | 1989   | Golden Hurricane de Tulsa        | Independence Stadium           | Shreveport, Louisiane   | 30 333       | Rich Brooks           |
| 8                               | Freedom Bowl 1990        | P, 31–32   | 29 décembre 1990 | 1990   | Rams de Colorado State           | Anaheim Stadium                | Anaheim, Californie     | 41 450       | Rich Brooks           |
| 9                               | Independence Bowl 1992   | P, 35–39   | 31 décembre 1992 | 1992   | Demon Deacons de Wake Forest     | Independence Stadium           | Shreveport, Louisiane   | 31 337       | Rich Brooks           |
| 10                              | Rose Bowl 1995           | P, 20–38   | 2 janvier 1995   | 1994   | #2 Nittany Lions de Penn State   | Rose Bowl                      | Pasadena, Californie    | 102 247      | Rich Brooks           |
| 11                              | Cotton Bowl Classic 1996 | P, 06–36   | 1er janvier 1996 | 1995   | #7 Buffaloes du Colorado         | Cotton Bowl                    | Dallas                  | 58 214       | Mike Bellotti         |
| 12                              | Las Vegas Bowl 1997      | G, 41–13   | 20 décembre 1997 | 1997   | #23 Falcons de l'Air Force       | Sam Boyd Stadium               | Whitney, Nevada         | 21 514‡      | Mike Bellotti         |
| Ère du BCS                      |                          |            |                  |        |                                  |                                |                         |              |                       |
| 13                              | Aloha Classic 1998       | P, 43–51   | 25 décembre 1998 | 1998   | Buffaloes du Colorado            | Aloha Stadium                  | Honolulu                | 46 451       | Mike Bellotti         |
| 14                              | Sun Bowl 1999            | G, 24–20   | 31 décembre 1999 | 1999   | #12 Golden Gophers du Minnesota  | Sun Bowl Stadium               | El Paso, Texas          | 48 757       | Mike Bellotti         |
| 15                              | Holiday Bowl 2000        | G, 35–30   | 29 décembre 2000 | 2000   | #12 Longhorns du Texas           | Qualcomm Stadium               | San Diego               | 63 278       | Mike Bellotti         |
| 16                              | Fiesta Bowl 2002         | G, 38–16   | 1er janvier 2002 | 2001   | #3 Buffaloes du Colorado         | Sun Devil Stadium              | Tempe, Arizona          | 74 118       | Mike Bellotti         |
| 17                              | Seattle Bowl 2002        | P, 17–38   | 30 décembre 2002 | 2002   | Demon Deacons de Wake Forest     | Qwest Field                    | Seattle                 | 38 241       | Mike Bellotti         |
| 18                              | Sun Bowl 2003            | P, 30–31   | 31 décembre 2003 | 2003   | #24 Golden Gophers du Minnesota  | Sun Bowl Stadium               | El Paso, Texas          | 49 894       | Mike Bellotti         |
| 19                              | Holiday Bowl 2005        | P, 14–17   | 29 décembre 2005 | 2005   | #23 Sooners de l'Oklahoma        | Qualcomm Stadium               | San Diego               | 65 416       | Mike Bellotti         |
| 20                              | Las Vegas Bowl 2006      | P, 08–38   | 21 décembre 2006 | 2006   | #19 Cougars de BYU               | Sam Boyd Stadium               | Whitney, Nevada         | 44 615†      | Mike Bellotti         |
| 21                              | Sun Bowl 2007            | G, 56–21   | 31 décembre 2007 | 2007   | #21 Bulls de South Florida       | Sun Bowl Stadium               | El Paso, Texas          | 49 867       | Mike Bellotti         |
| 22                              | Holiday Bowl 2008        | G, 42–31   | 30 décembre 2008 | 2008   | #13 Cowboys d'Oklahoma State     | Qualcomm Stadium               | San Diego               | 59 106       | Mike Bellotti         |
| 23                              | Rose Bowl 2010           | P, 17–26   | 1er janvier 2010 | 2009   | #8 Buckeyes d'Ohio State         | Rose Bowl                      | Pasadena, Californie    | 93 963       | Chip Kelly            |
| 24                              | Final du BCS 2011*       | P, 19–22   | 10 janvier 2011  | 2010   | #1 Tigers d'Auburn               | University of Phoenix Stadium  | Glendale, Arizona       | 78 603       | Chip Kelly            |
| 25                              | Rose Bowl 2012           | G, 45–38   | 2 janvier 2012   | 2011   | #9 Badgers du Wisconsin          | Rose Bowl                      | Pasadena, Californie    | 91 245       | Chip Kelly            |
| 26                              | Fiesta Bowl 2013         | G, 35–17   | 3 janvier 2013   | 2012   | #5 Wildcats de Kansas State      | University of Phoenix Stadium  | Glendale, Arizona       | 70 242       | Chip Kelly            |
| 27                              | Alamo Bowl 2013          | G, 30–07   | 30 décembre 2013 | 2013   | Longhorns du Texas               | Alamodome                      | San Antonio, Texas      | 65 918       | Mark Helfrich         |
| Ère du College Football Playoff |                          |            |                  |        |                                  |                                |                         |              |                       |
| 28                              | Rose Bowl 20151          | G, 59–20   | 1er janvier 2015 | 2014   | #2 Seminoles de Florida State    | Rose Bowl                      | Pasadena, Californie    | 91 322       | Mark Helfrich         |
| 29                              | Finale 2015 du CFP*      | P, 20–42   | 12 janvier 2015  | 2014   | #4 Buckeyes d'Ohio State         | AT&T Stadium                   | Arlington, Texas        | 85 689       | Mark Helfrich         |
| 30                              | Alamo Bowl 2016          | P, 413ET47 | 2 janvier 2016   | 2015   | #11 Horned Frogs de TCU          | Alamodome                      | San Antonio, Texas      | 64 569       | Mark Helfrich         |
| 31                              | Las Vegas Bowl 2017      | P, 28–38   | 16 décembre 2017 | 2017   | #25 Broncos de Boise State       | Sam Boyd Stadium               | Whitney, Nevada         | 36 432       | Mario Cristobal       |
| 32                              | Redbox Bowl 2018         | G, 07–06   | 31 décembre 2018 | 2018   | Spartans de Michigan State       | Levi's Stadium                 | Santa Clara, Californie | 30 212       | Mario Cristobal       |
| 33                              | Rose Bowl 2020           | G, 28–27   | 1er janvier 2020 | 2019   | #8 Badgers du Wisconsin          | Rose Bowl                      | Pasadena, Californie    | 90 462       | Mario Cristobal       |
| 34                              | Fiesta Bowl 2021         | P, 13–34   | 2 janvier 2021   | 2020   | #12 Cyclones d'Iowa State        | State Farm Stadium             | Glendale, Arizona       | 0 (Covid-19) | Mario Cristobal       |
| 35                              | Holiday Bowl 2022        | G, 28–27   | 28 décembre 2022 | 2022   | Tar Heels de la Caroline du Nord | Petco Park                     | San Diego, Californie   | 36 242       | Mario Cristobal       |
| 36                              | Fiesta Bowl 2024         | G, 45–06   | 1er janvier 2024 | 2023   | #23 Flames de Liberty            | State Farm Stadium             | Glendale, Arizona       | 47 769       | Dan Lanning (en)      |
| 37                              | Rose Bowl 2025           | P, 41–21   | 1er janvier 2025 | 2024   | #6 Buckeyes d'Ohio State         | Rose Bowl                      | Pasadena, California    | 90 732       | Dan Lanning (en)      |

### Récompenses individuelles

#### Ducks au College Football Hall of Fame
Les Ducks ont huit joueurs et trois entraîneurs intronisés au College Football Hall of Fame.
| Année | Nom                    | Poste      | Saisons à Oregon |
| ----- | ---------------------- | ---------- | ---------------- |
| 1954  | Hugo Bezdek (en)       | Entraîneur | 1906, 1913–1917  |
| 1966  | Norm Van Brocklin      | QB         | 1945–1949        |
| 1969  | Johnny Kitzmiller (en) | HB         | 1928–1930        |
| 1969  | John Beckett (en)      | OL         | 1913–1916        |
| 1977  | Len Casanova (en)      | Entraîneur | 1951–1966        |
| 1986  | Mel Renfro (en)        | HB         | 1961–1963        |
| 1988  | John McKay (en) †      | HB         | 1947–1949        |
| 2007  | Ahmad Rashād (en)      | RB         | 1969–1971        |
| 2014  | Mike Bellotti (en)     | Entraîneur | 1995–2008        |
| 2023  | LaMichael James (en)   | RB         | 2009-2011        |
| 2025  | Haloti Ngata           | DT         | 2002-2005        |

† McKay a joué au poste de halfback à Oregon de 1947 à 1949 et y a été assistant entraîneur de 1950 à 1958. Il a été intronisé au CHOF à la suite de ses performances comme entraîneur principal des Trojans d'USC qu'il a entraîné de 1960 à 1975. Il y a notamment remporté quatre titres de champion national et neuf titres de conférence en seize saisons.

#### Trophées et récompenses
| Trophée                                                         | Nom                         | Saison           |
| --------------------------------------------------------------- | --------------------------- | ---------------- |
| Doak Walker Award                                               | LaMichael James (en)        | 2010             |
| Jim Brown Award (en)                                            | LaMichael James             | 2010             |
| Trophée Heisman                                                 | Marcus Mariota              | 2014             |
| Manning Award                                                   | Marcus Mariota              | 2014             |
| Maxwell Award                                                   | Marcus Mariota              | 2014             |
| Walter Camp Award                                               | Marcus Mariota              | 2014             |
| Davey O'Brien Award                                             | Marcus Mariota              | 2014             |
| Associated Press College Football Player of the Year Award (en) | Marcus Mariota              | 2014             |
| Johnny Unitas Golden Arm Award                                  | Marcus Mariota              | 2014             |
| Chic Harley Award (en)                                          | Marcus Mariota              | 2014             |
| Polynesian College Football Player Of The Year Award            | Marcus Mariota              | 2014             |
| Polynesian College Football Player Of The Year Award            | Penei Sewell                | 2019 - à égalité |
| ESPY Award Best Male College Athlete                            | Marcus Mariota              | 2015             |
| Lombardi Award                                                  | Ugochukwu Amadi (en)        | 2018             |
| Trophée William V. Campbell                                     | Justin Herbert              | 2019             |
| Trophée William V. Campbell                                     | Bo Nix                      | 2023             |
| Trophée Outland                                                 | Penei Sewell                | 2019             |
| Dave Rimington Trophy                                           | Jackson Powers-Johnson (en) | 2023             |
| Burlsworth Trophy (en)                                          | Bryce Boettcher (en)        | 2024             |

| Trophée                              | Nom              | Saison |
| ------------------------------------ | ---------------- | ------ |
| Bear Bryant Award (en)               | Rich Brooks (en) | 1994   |
| Home Depot Coach of the Year Award   | Rich Brooks      | 1994   |
| Eddie Robinson Coach of the Year     | Rich Brooks      | 1994   |
| Eddie Robinson Coach of the Year     | Chip Kelly       | 2010   |
| Sporting News Coach of the Year (en) | Rich Brooks      | 1994   |
| Sporting News Coach of the Year (en) | Chip Kelly       | 2010   |
| AFCA Coach of the Year (en)          | Chip Kelly       | 2010   |
| Walter Camp Coach of the Year        | Chip Kelly       | 2010   |
| AP Coach of the Year (en)            | Chip Kelly       | 2010   |
| Stallings Award (en)                 | Dan Lanning (en) | 2025   |

#### Trophée Heisman
Marcus Mariota est devenu en 2014 le premier joueur de l'histoire de l'université d'Oregon à remporter le Trophée Heisman. Il a reçu 90.92% des points possible, le deuxième plus haut pourcentage de l'histoire du trophée. Mariota a gagné le trophée sans campagne au niveau des médias puisqu'il avait décliné l'offre de son université au cours de l'été précédant la saison 2014. Cette réaction contrastait avec les campagnes médiatiques orchestrées par l'Université de l'Oregon dans le passé pour les potentiels prétendants au trophée, comme au cours de la saison 2001, lorsqu'un panneau publicitaire de 250 000 $ placé à Times Square faisant la promotion de Joey Harrington comme étant « Joey Heisman ». Au cours de la saison 2014, Mariota a battu la plupart des records en carrière et sur une saison de l'université au niveau de l'attaque. Il remporte également le 12e titre de la conférence Pacific-12 de l'université.
Sept autre joueurs d'Oregon ont reçu des votes au Trophée Heisman, LaMichael James (en) étant le seul à avoir reçu des votes sur plusieurs saisons (2010 et 2011). Le meilleur score (hormis la première place de Mariota) a été obtenu par LaMichael James en 2010 lorsqu'il termina 3e derrière Cam Newton (1er) et Andrew Luck (2e).
| Saison | Nom                  | Poste | Points | Place |
| ------ | -------------------- | ----- | ------ | ----- |
| 1948   | Norm Van Brocklin    | QB    | 83     | 6e    |
| 1954   | George Shaw          | QB    | 182    | 7e    |
| 2001   | Joey Harrington      | QB    | 364    | 4e    |
| 2007   | Dennis Dixon         | QB    | 178    | 5e    |
| 2010   | LaMichael James (en) | RB    | 916    | 3e    |
| 2011   | LaMichael James      | RB    | 48     | 10e   |
| 2012   | Kenjon Barner        | RB    | 42     | 9e    |
| 2014   | Marcus Mariota       | QB    | 2 534  | 1er   |
| 2023   | Bo Nix               | QB    | 885    | 3e    |
| 2024   | Dillon Gabriel (en)  | QB    | 516    | 3e    |

## Rivalités
| Équipes                | Surnom                      | Bilan Oregon | Bilan Oregon | Bilan Oregon | Bilan Oregon | Bilan Oregon | 1er match | Dernier match |
| ---------------------- | --------------------------- | ------------ | ------------ | ------------ | ------------ | ------------ | --------- | ------------- |
| Équipes                | Surnom                      | Nb.          | V.           | D.           | N.           | %            | 1er match | Dernier match |
| Huskies de Washington  | lien (en)                   | 117          | 49           | 63           | 05           | 41,9         | 1900      | 2024          |
| Beavers d'Oregon State | Civil War (en)              | 128          | 69           | 49           | 10           | 53,9         | 1894      | 2024          |
| Gaels de Saint Mary    | Governors' Trophy Game (en) | 010          | 03           | 07           | 0            | 30,0         | 1929      | 1950          |
| Cardinal de Stanford   | lien (en)                   | 87           | 36           | 50           | 01           | 41,4         | 1900      | 2023          |

### Huskies de Washington
La série débute en 1900 et a incité un comportement particulièrement mauvais de la part des fans des deux équipess. Bien que Washington domine les statistiques, Oregon a renversé la tendance depuis 1994 en remportant 18 des 24 derniers matchs. De 2004 à 2015, Oregon a remporté les 12 matchs consécutivement (plus longue série de la rivalité) avec une moyenne de 24 points d'écart.

### Beavers d'Oregon State
Le Civil War désigne les matchs de rivalité entre Oregon et Oregon State même si au départ Oregon Satte appelait ce match l' « Oregon Classic » ou encore le « State Championship Game ». C'est la 7e plus ancienne rivalité de la NCAA Division I FBS, celle-ci ayant débuté en 1894 et la 5e rivalité la lus jouée du football américain universitaire.
Les deux équipes ont gagné huit matchs consécutifs, Oregon de 2008 à 2015 et Oregon State de 1964 à 1971.
Le gagnant du match de rivalité remporte le « Platypus Trophy (en) ».

#### Gaels de Saint-Mary
Entre 1929 et 1935, les Ducks de l'Oregon et les Gaels de Saint Mary se sont affrontés chaque année le jour de Thanksgiving au Kezar Stadium situé au Parc du Golden Gate de San Francisco. Les vainqueurs recevaient le Governors' Perpetual Trophy, décerné conjointement par les gouverneurs des États de Californie et de l'Oregon. Les Gaels mènent la série 7 à 3 et sont les derniers détenteurs du trophée. Il est peu probable que cette rivalité se reproduise, car Saint Mary's a arrêté son programme de football américain en 1951 en raison de l'urgence nationale résultant de la guerre de Corée.

#### Cardinal de Stanford
Cette rivalité remonte à 1900 et a pris une importance nationale au cours des saisons 2010-2014, lorsque les deux équipes se sont mutuellement disputé les titres de champions de la conférence Pacific-12 et une qualification au College Football Playoff,,.
La confrontation est désormais en suspens à la suite de l'effondrement de la Pac-12, Oregon ayant rejoint la Big Ten et Stanford l'ACC (dès la saison 2024), aucune rencontre future n'étant prévue.

## Surnom et mascotte

Les équipes d'Oregon étaient surnommées les « Webfoots » vers le début des années 1890. Ce nom de « Webfoots » s'appliquait à l'origine à un groupe de pêcheurs de la côte du Massachusetts qui avaient été des héros pendant la guerre d'indépendance des États-Unis; leurs descendants s'étaient installés dans la vallée de Willamette en Oregon au 19e siècle et ils y conserveront leur surnom. Un concours réalisé en 1926 par The Oregonian officialise le surnom Webfoots pour les équipes d'Oregon. Ce choix est confirmé lors d'un vote organisés par les étudiants en 1932 bien que d'autres surnoms y aient été proposés tels les Pioneers, Trappers, Lumberjacks, Wolves ou Yellow Jackets,,.
Les « Ducks », avec leurs pattes palmées, ont commencé à être associés aux équipes sportives d'Oregon dans les années 1920, et des mascottes de canards vivants sont amenés lors des compétitions pour représenter l'équipe Les journalistes adoptent également ce surnom plus court mais ce n'est que dans les années 1940 que l'image de Donald Duck, officialisée lors d'une poignée de mains entre Walt Disney et le directeur sportif de l'Oregon Leo Harris, s'est imposée comme mascotte de l'université,,. En 1947, une photographie montre le canard au côté de Walt Disney. Mais après la mort de Walt Disney, la société Disney s'aperçoit qu'il n'existe aucun contrat écrit concernant l'usage du personnage. En 1974, Disney et l'université parviennent à un accord pour un usage gratuit du canard nommé Oregon Fighting Duck, reprenant la posture de combat de Donald. En 1979, Disney refuse que l'université puisse accorder une sous-licence sur le personnage. En 1991, un nouveau contrat est signé, accordant une licence à 12 % de la valeur (au lieu du double) pour l'usage du personnage mais limité à un usage « correct » et restreint à la zone géographique de Portland dans l'Oregon. Ces limitations n'ont pas permis à l'université de vendre des articles avec leurs mascottes au niveau national ou international comme l'ont fait d'autres établissements. Le 5 mars 2010, afin de simplifier, la société Disney émet un document spécifiant que le personnage n'est pas assimilable à Donald Duck, accordant ainsi à l'université d'Oregon l'usage de sa mascotte sans restriction.
Les deux surnoms, Ducks et Webfoots, restent cependant utilisés jusque dans les années 1970,,,.
En 1978, un étudiant caricaturiste propose une nouvelle représentation du canard, mais les étudiants rejettent cette alternative. Bien que Donald ne faisait pas partie de ce référendum, l'archiviste de l'université déclare que l'élection faisait du « Duck » la mascotte officielle de l'école en remplacement du « Webfoots »,,,.

## Hymne
Mighty Oregon est le chant de guerre de l'université d'Oregon. Il est joué par l' Oregon Marching Band lors des matchs de football américain et de basketball joués à domicile.
C'est Albert John Perfect, directeur de la fanfare qui, en collaboration avec l'étudiant en journalisme DeWitt Gilbert, a écrit le « The Mighty Oregon March ». Pour la section la plus populaire de la chanson, Perfect a conçu une nouvelle mélodie s'adaptant à l'harmonie de « It's a Long Way to Tipperary », une marche à succès de 1912 sur la Première Guerre mondiale. Perfect avait d'ailleurs à l'origine sous-titré la chanson « The Tipperary of the West ». Au fil des ans, il y eut plusieurs changements dans les paroles et, aujourd'hui, la strophe centrale est généralement la seule chantée en utilisant des paroles plus modernes que l'original. Le chant fut joué pour la première fois le 7 janvier 1916 à la représentation inaugurale de l'Eugene Municipal Band.
Mighty Oregon est également le chant de guerre de la Canyon View High School, de l'Elkhart Memorial High School et de la North Canyon High School. Il fut également celui de la Frankfurt American High School jusqu'à sa fermeture en 1995 lorsque les forces armées américaines quittèrent Francfort.
| Mighty Oregon |
| --- |
| « Oregon, our Alma Mater We will guard thee on and on Let us gather round and cheer her Chant her glory Oregon Roar the praises of her warriors Sing the story Oregon On to victory urge the heroes Of our mighty Oregon ! Go Ducks Go ! Fight Ducks Fight ! Go ! Fight ! Win Ducks Win ! » |